# Parasmittina cautela
Parasmittina cautela är en mossdjursart som beskrevs av Hayward 1988. Parasmittina cautela ingår i släktet Parasmittina och familjen Smittinidae. Inga underarter finns listade i Catalogue of Life.